# Васильев, Гавриил Тимофеевич
Гаврии́л Тимофе́евич Васи́льев (24 февраля 1928, Виноградовка, Дальневосточный край — 30 декабря 1997, Хор, Хабаровский край) — дорожный мастер Хабаровской дистанции пути Дальневосточной железной дороги, Герой Социалистического Труда (1977).

## Биография
Родился 24 февраля 1928 года в селе Виноградовка (ныне Вяземского района Хабаровского края).
Рос среди железнодорожников в путейской казарме на перегоне Аван — Котиково. В 1942 году устроился на работу монтёром пути станции Котиково. В 1946 году возглавил бригаду 7-й дистанции пути, в 1950 году окончил Биробиджанскую техническую школу дорожных мастеров, и в 1954 году стал дорожным мастером Хабаровской дистанции пути Дальневосточной железной дороги (ДВЖД). Служил в Советской Армии. После службы вернулся на железную дорогу, был бригадиром пути 3-й дистанции пути станции Вяземская, дорожным мастером 3-й дистанции пути станции Вяземская, дорожным мастером 6-й Хабаровской дистанции пути станции Хабаровск-2.
В 1960 году с женой Анастасией Ивановной и тремя маленькими детьми перешёл на сложный участок ДВЖД — Хорский околоток, неровное болотистое место, где зарекомендовал себя как ответственного руководителя. Через год околоток начал занимать призовые места в соревнованиях. В 1973 году работникам околотка впервые удалось добиться высшей оценки пути и содержать путь на «отлично» в последующие годы.
Указом Президиума Верховного Совета СССР от 13 мая 1977 года «за выдающиеся успехи, достигнутые в выполнении плановых задании на 1976 год и принятых социалистических обязательств» удостоен звания Героя Социалистического Труда с вручением ордена Ленина и золотой медали «Серп и Молот».
С 1995 года на пенсии, жил в посёлке городского типа Хор Хабаровского края, где скончался 30 декабря 1997 года.

## Признание и награды
В 1997 году удостоен звания почётного жителя посёлка Хор.
Награждён 2 орденами Ленина, орденом Трудового Красного Знамени, медалями, двумя знаками «Почётному железнодорожнику».
29 декабря 2007 года на вокзале станции Хор (ул. Железнодорожная) в честь Г. Т. Васильева открыта мемориальная доска из гранита чёрного цвета, с его портретом в форме железнодорожника и надписью: «Васильеву Гавриилу Тимофеевичу Герою Социалистического труда дважды Почётному железнодорожнику, возглавлявшему с 1960 по 1997 годы 8-й околоток на ст. Хор».